# واکنش (ترانه پوسی‌کت دالز)
«واکنش» ترانه‌ای توسط گروه دخترانهٔ آمریکایی پوسی‌کت دالز است که در ۷ فوریه ۲۰۲۰ توسط اکسس ریکوردز منتشر شد. این نخستین ترانهٔ گروه، طی یک دههٔ اخیر است.